# Boot Hill
Boot Hill eller Boothill er navnet på en række forskellige kirkegårde i USA, ikke mindst i den vestlige del af landet. I det 19. århundrede var det et almindeligt navn for de steder, hvor man begravede revolvermænd og andre, som ”døde med støvlerne på”.  Også personer som døde i en fremmed by, og som ikke havde midler til at finansiere deres begravelse, blev ofte begravet på Boot Hill i såkaldte ”fattiggrave”.

## Boot Hill, Tombstone
Den mest berømte Boot Hill kirkegård er Boot Hill Graveyard i byen Tombstone i det sydøstlige Arizona. Oprindeligt blev kirkegården simpelthen kaldt City Cemetery, men den blev i folkemunde kaldt Boot Hill, og har senere fået navnet officielt.
På kirkegården ligger mere end 300 mennesker begravet, hvoraf 205 er identificerede. Blandt disse er Billy Clanton, Frank McLaury og Tom McLaury, som alle blev dræbt i forbindelse med det berømte skudveksling  i O. K. Corral mellem på den ene side medlemmer af ”The Cowboys”, som netop de tre tilhørte og på den anden side brødrene Earp (Virgil, Morgan og Wyatt) samt Doc Holliday. Blandt de uidentificerede er et større antal kinesiske og jødiske immigranter, som også blev begravet på kirkegården. 
Inden for de seneste år har kirkegåeden gennemgået en restauration, hvor der er sat nye ”gravstene” af træ, på de grave, der er helt eller delvist identificerede. Indskrifterne på disse gravstene går fra det lakoniske: ”Tom  Waters, 1880, Shot” til det poetiske: "Here lies George Johnson, hanged by mistake 1882. He was right, we was wrong, but we strung him up, and now he’s gone.”
Kirkegården i Tombstone er omtalt I film som Tombstone (1993), Wyatt Earp (1994) samt Gunfigt at the O. K. Corral (1957). 

## Andre Boot Hill kirkegårde
- Billings, Montana
- Bodie, Californien
- Calico, Californien
- Deadwood, South Dakota
- El Paso, Texas
- Idaho City, Idaho
- Virginia City, Nevada

og mange andre steder.
Krigsfangerne i den japanske krigsfangelejr, Batu Lintang på Borneo kaldte stedets kirkegård for Boot Hill. Også Disneyland, Paris har en Boot Hill, hvor man kan se morsomme gravsten og grave. 